# Benjamin Onwuachi
Benjamin Chukuka Onwuachi est un footballeur nigérian né le 9 avril 1984. Il joue au poste d'attaquant. Il est né à Lagos au nord-est du Nigeria. Onwuachi a commencé sa carrière dans les rangs de la jeunesse de Reggiana. Il a continué dans les académies de la Juventus, où il n'a pas réussi à s'imposer en équipe première. Il a ensuite déménagé en Belgique à jouer pour le Standard de Liège. Après une saison en Belgique, il s'installe à la Grèce en 2006. Il est issu d'une famille de six enfants dont il est l'ainé. Actuellement marié à Hortense Uwantege, et ce depuis 2009. Ils ont ensemble trois enfants: Iness, Olivia et Gabrielle.

## Curriculum vitæ
Benjamin Onwuachi commence sa carrière dans le club italien de la Reggiana, avec un record de 40 buts, qui fait de Benjamin Onwuachi, le meilleur buteur de Berretti. 
Repéré par la Juventus de Turin, il quitte Reggiana en 2003. Il n'a joué qu'un match en marquant un but pour Juventus FC (il a été acheté par la Juventus pour € 420,000) en équipe réserve principalement. Il remporte le championnat de Primavera avec les Turinois, ainsi que le tournoi international de Viareggio et il fait un goal dans l'unique match avec Juventus contre Siena en Coupe d'Italie. Il sera sacré 3e meilleur buteur de la saison après Isah Eliakwu avant de rejoindre les rangs de Salernitana,où il a été prêté pendant un an également. Il a joué 18 matchs et a marqué 6 buts. 
Recruté ensuite par le Standard de Liège, il n'est pas titularisé une seule fois par le club belge. Il rejoint alors le championnat grec et l'équipe de Ionikos. Cette même saison Ionikos tombé dans la deuxième division nationale de Grèce, Beta Ethniki 2007-2008, et il a décidé de quitter le club. L'administration de Ionikos n'était pas d'accord avec cela, mais malheureusement, ils n'ont pas réussi à changer sa décision. En Octobre 2007, il est retourné à Nikaia, à Ionikos, à un moment où le club fait campagne pour une promotion en Super League Grèce. Cette année il a joué dans 27 matchs et a eu 14 buts ! Malheureusement le club n'a pas atteint promotion à la première division. Dans le match contre PAS Giannena dans lequel Ionikos a gagné 4-1, Onwuachi a marqué 2 buts. Il y joue 2 ans et demi où il participera à 69 matchs. Il marquera 21 buts pour le club grec basé à Athènes.
L'année suivante, le budget de Ionikos chute et en Juillet 2008, Onwuachi a prêté à l'APOEL. Ainsi lors de la saison 2008-2009, il joue à l'APOEL Nicosie. Il a joué dans 23 matchs dans le championnat et a marqué 8 buts. Il participe à quelques matchs en Ligue Europa. Ensuite il remporte avec son équipe la Super Cup chypriote durant la saison. Il remportera le prix de "most valuable players " en octobre 2008. En mai 2009, le joueur et le président de l'APOEL, Phivos Erotokritou, n'étaient pas d'accord sur la signature d'un nouveau contrat.
Il signe en faveur de l'AO Kavala, en 2009, un contrat de 4 ans avec le nouveau promu en Super League Greece. Sa première saison avec sa nouvelle équipe est excellente car il est devenu 4e meilleurs buteurs de Super League Grèce, marquant 10 buts. En Août 2011, la FIFA a annulé son contrat avec le club après avoir échoué à payer son salaire pendant cinq mois consécutifs.
Le 25 août 2011, il a signé avec AEL Limassol à Chypre, mais il a été libéré du club en Janvier 2012. 
Le 26 janvier 2012, il est retourné à la Grèce et a signé un contrat de 6 mois avec Panetolikos FC. Le 26 avril 2012, après la fin de la saison, Onwuachi et Panetolikos se séparèrent de leurs moyens, comme il ne pouvait pas s'intégrer pleinement dans la équipe. Le 6 juin 2012, Onwuachi signé un contrat avec Skoda Xanthi. 
Le 19 juillet 2013, Onwuachi signé un contrat avec Iraklis. Il a fait ses débuts dans les ligues pour Iraklis le 30 septembre 2013 à une perte à l'extérieur contre Kavala. Il a marqué son premier but pour le club, le 13 janvier 2013, une victoire à l'extérieur contre Ethnikos Gazoros.

## Clubs successifs
- 2003-2005 :  Juventus de Turin
  - 2004-2005 :  Salerne (prêt)
- 2005-jan. 2006 :  Standard Liège
- jan. 2006-2009 :  Ionikos Le Pirée
  - 2008-2009 :  APOEL Nicosie (prêt)
- 2009-2011 :  AO Kavala
- 2011-2012:  AEL Limassol[1]

- Janvier 2012- Avril 2012: Panetolikos FC
- Juin 2012: Skoda Xanthi
- Depuis Juillet 2013: Iraklis.

## Palmarès
- Champion de Chypre en 2009 avec l'APOEL Nicosie